# دوغ وايلز
دوغ وايلز هو سياسي أمريكي، ولد في 7 نوفمبر 1952. نشط حزبياً في الحزب الديمقراطي. وقد انتخب عضو مجلس نواب فلوريدا ‏.